# Hewlett-Packard 3000 Serie

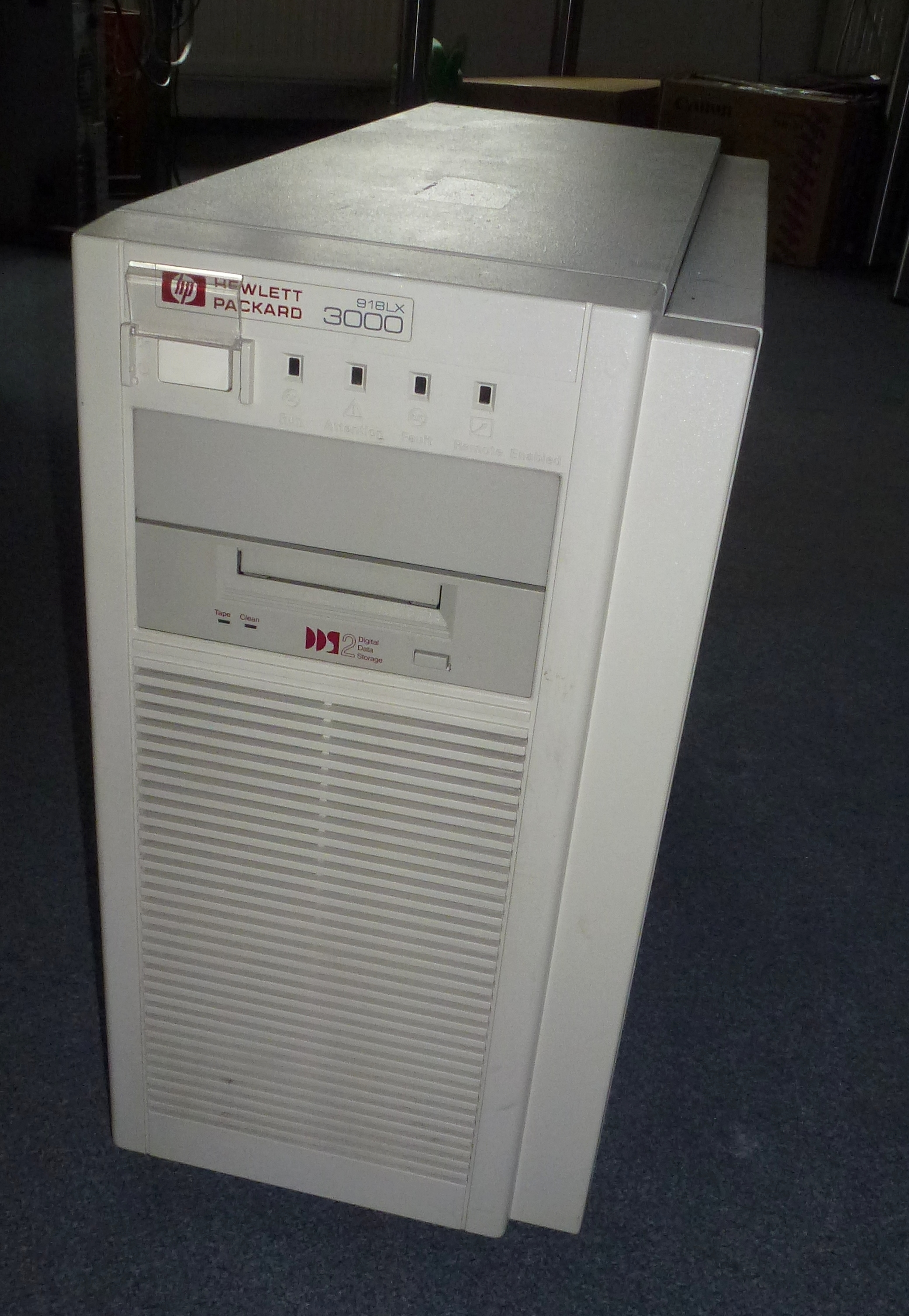
HP3000 918 LX Minicomputer Server

Die Hewlett-Packard-3000-Serie ist eine Familie von Minicomputern. Markteinführung war nach einer schwierigen Entwicklungsphase Ende 1972; das erste Modell wurde in Amerika wieder zurückgezogen, Ende 1973 nach Überarbeitungen wieder freigegeben und Ende 1974 durch einen Nachfolger ersetzt. Über den genauen Zeitablauf gibt es unterschiedliche Informationen.
Die HP3000 sollte der erste Minicomputer mit einem vollständigen Time-Sharing-Betriebssystem werden und an den großen Erfolg der Nur-Basic-Timesharingsysteme anknüpfen. Die Architektur beruhte im Gegensatz zu den üblichen Register-Architekturen auf einer Stack-Architektur.

## Hardware
Die ersten Rechner gehörten zum System der Mittleren Datentechnik und basierten auf einem 16-Bit-CISC-Prozessor. Ab 1988 wurde die PA-RISC-Architektur mit 32-Bit-Adressierung eingeführt. Die Hardware ist identisch mit der HP-9000-HP-UX-Familie.

## Betriebssystem
Das Betriebssystem der HP3000 heißt MPE, mit Einführung der PA-RISC-Architektur MPE XL und später MPE/iX um die Interoperabilität mit Unix anzuzeigen. Programme, die auf den ersten Modellen mit 16-Bit-CISC-Prozessor kompiliert wurden, sind auch auf den neuesten Modellen PA-RISC-Architektur im Compatability Mode unverändert lauffähig. MPE enthält das Datenbanksystem TurboIMAGE, das eigentliche Erfolgsrezept der HP3000, das Maskensystem Vplus sowie Compiler für COBOL, Fortran, Pascal, Basic und C.
Im Jahr 1999, mit der Implementierung von Webfunktionalitäten, wurde das System von „HP3000“ in „HPe3000“ umbenannt.
Im November 2001 wurde das System/der Support zunächst zum Ende 2006 vom Hersteller Hewlett-Packard abgekündigt (End-of-Support), dann aber nochmals bis Ende 2008 verlängert. Die Produktion und der Verkauf von Neusystemen wurde Ende 2003 eingestellt.
Die Wartung wurde bis zum 31. Dezember 2012 fortgesetzt.
Am 1. Januar 2027 wird es im Datenformat des Kalenders auf den Rechnern der 3000er-Serie von Hewlett-Packard zu einem arithmetischen Überlauf kommen (Wie beim Jahr-2038-Problem in UNIX). Seit Dezember 2015 besteht keine Unterstützung des Herstellers mehr.